# Каширіна Галина Миколаївна
Каширіна Галина Миколаївна (нар. 31 серпня 1931, Ленінград (тепер Санкт-Петербург) — пом. 19 вересня 2016, Харків) — українська бібліографка, укладачка краєзнавчих посібників та бібліографічних покажчиків, Почесна членкиня Всеукраїнської спілки краєзнавців (1995).

## Біографія
Галина Миколаївна Каширіна народилася 31 серпня 1931 року у місті Ленінград Російської Радянської Федеративної Соціалістичної Республіки.
У 1944 році вона разом з батьками переїхала до Харкова.
У 1955 році вона закінчила географічний факультет Харківського державного університету імені О. М. Горького після закінчення якого декілька років працювала у школі.
У 1959 році вона почала працювати у Харківській державній науковій бібліотеці імені В. Г. Короленка. У різні роки займала посади бібліотекаря, головного бібліографа, завідувачки сектору краєзнавчої бібліографії (з 1968).
З 1979 по 1986 роки вона завідувала відділом краєзнавчої роботи Харківської державної наукової бібліотеки імені В. Г. Короленка.
Співпрацювала з Товариством охорони пам'яток історії та культури УРСР.
Померла Галина Каширіна 19 вересня 2016 року.

## Творчий доробок
З 1962 року вона розпочала роботу над створенням довідково-біблографічного апарату з краєзнавства Харківської державної наукової бібліотеки імені В. Г. Короленка. За її участі були укладені такі каталоги як «Харківщина», який містить відомості з історії, економіки та культури краю починаючи з першої половини ХІХ століття до сьогодення, хронологічний каталог «Місцевий друк» і ряд тематичних картотек.
Також вона була однією з організаторів клубу «Краєзнавець» (1978), який продовжує працювати при відділі «Україніка» імені Т. Г. Шевченка ХДНБ імені В. Г. Короленка. Разом з колективом авторів брала участь у підготовці персональних бібліографічних покажчиків присвячених творчості видатних діячів (Ф. Сергеєва, Г. Квітки-Основ'яненка, С. Васильківського).
Також вона очолила роботу над науково-допоміжним покажчиком «Харківщина: Історія міст і сіл», що став у нагоді під час підготовки «Історії міст і сіл Української РСР. Харківська область».
Галина Каширіна була авторкою публікацій з проблем краєзнавства та укладачкою низки бібліографічних покажчиків.

### Бібліографічні покажчики
- Харківщина: Історія міст і сіл: бібліогр. покажч. / ХДНБ ім. В. Г. Короленка. [Уклад.: Г. М. Каширіна, Л. А. Харченко]. Х.: Б.в., 1964. 139 с.
- Артем (Ф. А. Сергеєв): покажч. л-ри / Харків. держ. наук. б-ка ім. В. Г. Короленка; [склали: Г. М. Каширіна, В. О. Ярошик]. — Харків, 1972. 39 с.
- Природа и природные ресурсы Левобережной Украины: (указ. лит.) / Харьк. гос. науч. б-ка им. В. Г. Короленко ; [сост.:Г. Н. Каширина, В. А. Ярошик]. Харьков, 1973. 142 с.
- Харьковщина в годы Великой Отечественной войны: указ. лит. / Харьк. обл. орг. Укр. о-ва охраны памятников истории и культуры, Харьк. гос. науч. б-ка им. В. Г. Короленко ; [сост.: Г. Н. Каширина, В. А. Ярошик]. Харьков, 1975. 55 с.
- Григорій Федорович Квітка-Основ'яненко: бібліогр. покажч. / Харків. обл. орг. Укр. т-ва охорони пам'ятників історії і культури, ХДНБ ім. В. Г. Короленка; [склад.: Г. М. Каширіна, В. О. Ярошик]. Харків: Облполіграфвидав, 1978. 21 с.
- Партия борьбы и созидания: (указ. лит. по истории парт. орг. Харьковщины) / Харьк. обл. орг. Укр. о-ва охраны памятников истории и культуры, Харьк. гос. науч. б-ка им. В. Г. Короленко ; [сост.: Г. Н. Каширина и др.]. Харьков, 1978. 59 с.
- Сергей Иванович Васильковский: библиогр. указ. / Харьк. гос. науч. б-ка им. В. Г. Короленко; [сост.: Г. Н. Каширина, В. А. Ярошик]. Харьков, 1979. 30 с.
- Орденоносный ХТЗ: к 50-летию з-да: (науч.-вспом. библиогр. указ.) / Харьк. гос. науч. б-ка им. В. Г. Короленко, об-ние «Харьк. тракт. з-д им. С. Орджоникидзе» ; [сост.: А. А. Береза и др.]. Харьков, 1981. 40 с. Сост. также: Г. Н. Каширина, К. И. Надбережная, В. А. Ярошик.
- Харькову — 325 лет: (науч.-вспом. библиогр. указ.) / Харьк. гос. науч. б-ка им. В. Г. Короленко, Харьк. обл. орг. Укр. о-ва охраны памятников истории и культуры ; [сост.: Г. Н. Каширина, В. А. Ярошик]. Харьков: Б. и., 1981. 68 с.
- Памятники истории и культуры Харьковской области: (библиогр. указ.) / Харьк. гос. науч. б-ка им. В. Г. Короленко и др. ; [сост.: В. Г. Аветчина и др.]. Харьков, 1985. 160 с. Сост. также: Г. Н. Каширина (рук. группы), А. В. Попов, В. А. Ярошик, В. Д. Ракитянская.
- Харьковщина в Великой Отечественной войне 1941—1945 гг. : библиогр. указ. / Харьк. гос. науч. б-ка им. В. Г. Короленко и др. ; [сост. : Г. Н. Каширина и др.]. Харьков, 1985. 98 с.
- Харьковщина в Великой Отечественной войне 1941—1945 гг. : библиогр. указ. / Харьк. гос. науч. б-ка им. В. Г. Короленко, Харьк. обл. орг. Укр. о-ва охраны памятников истории и культуры ; [сост.: Г. Н. Каширина и др.]. Харьков, 1986. 102 с.

Статті
- Каширіна Г. М. «Я в Харкові ще більше став залізним…»: наше місто у творах П. Г. Тичини / Г. Каширіна // Вечірній Харків. 1979. 22 черв.
- Каширіна Г. М. Суд іде… : про суд. процес над нім.-фашист. загарбниками в Харкові й публікації про нього [Архівовано 8 Березня 2018 у Wayback Machine.] / Каширіна // Вечірній Харків. 1979 . 21 серп.
- Каширина Г. Н. Готуючи енциклопедію пам'яток: Про роботу від. краєзнав. роботи на допомогу авт. «Зводу пам'яток історії і культури народів СРСР» по Харк. обл. // Вечірній Харків. 1983. 3 серп.
- Каширина Г. Н. Воспоминания о работе в Харьковской государственной научной библиотеке им. В. Г. Короленко [Архівовано 8 Березня 2018 у Wayback Machine.] (1959—1986 гг.) / Г. Н. Каширина. Харьков: ХГНБ, 2014.(рос.)